# Ducati 1199
Ducati 1199 Panigale — мотоцикл класса супербайк, серийно выпускаемый Ducati в 2011—2014 годах. Был заменен рестайлинговой моделью 1299 Panigale с большим рабочим объемом двигателя в 2015 году.

## Двигатель
Двигатель разрабатывался как часть силовой структуры мотоцикла, вследствие чего его архитектура была значительно пересмотрена. В частности, для достижения требуемой прочности и уменьшения веса был применен магниевый сплав.
Цилиндры, имеющие классический для Ducati развал 90° L-twin, были повернуты назад на 6° относительно картера, в результате чего угол между «передним» цилиндром и горизонталью получился 21°. Такое преобразование позволило сдвинуть двигатель ближе к переднему колесу мотоцикла на 32 мм, улучшив тем самым развесовку по осям, которая стала близка к идеальной 50/50%, плюс-минус 2 %, в зависимости от веса мотоциклиста.
Газораспределительный механизм 1199 Panigale имеет традиционный для Ducati десмодромный привод клапанов. Такое решение позволяет двигателю развивать бо́льшие обороты по сравнению с пружинными схемами, так как отсутствует характерное для последних «зависание» клапанов.
Увеличение диаметра клапанов двигателя вынудило инженеров Ducati отказаться от применяемого с 1979 годы привода ГРМ ремнем. Вместо него был установлен общепринятый в данном классе мотоциклов цепной привод, который, вдобавок, позволил увеличить межсервисные интервалы мотоцикла.
Для облегчения запуска массивного двухцилиндрового двигателя в его конструкции предусмотрены: встроенный в выпускные распредвалы центробежный декомпрессор и, находящийся в картере, вакуумный насос. Последний, создавая разрежение в полости под поршнями, позволяет снизить пневматические потери в целом, увеличивая тем самым КПД двигателя.

## Ходовая часть

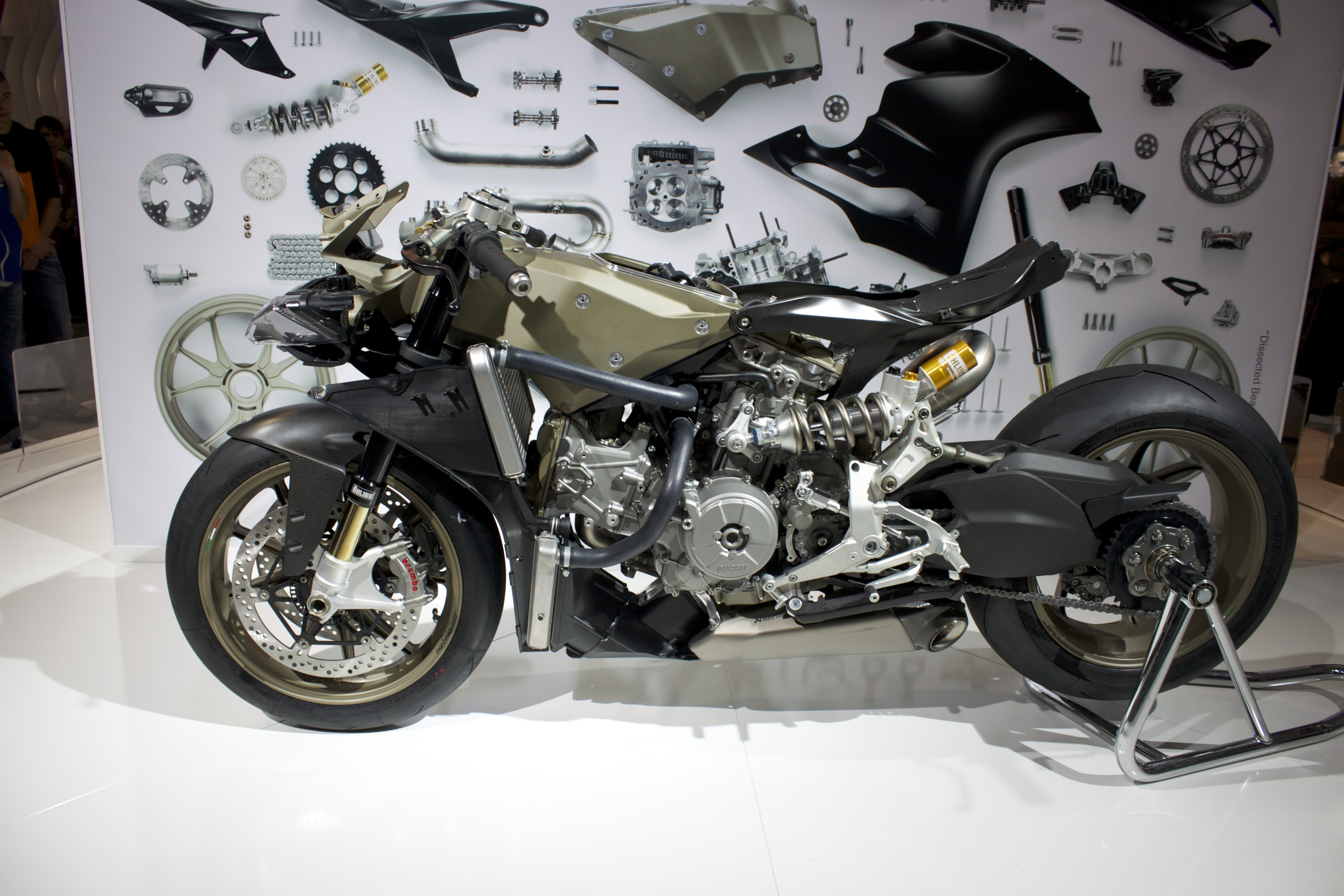
Шасси 1199 Panigale

Двигатель является главным несущим элементом шасси. К головкам цилиндров крепится литой алюминиевый монокок, заменивший традиционную для супербайков раму. Он же выполняет функцию корпуса воздушного фильтра, а также несет на себе передний подрамник, к которому крепятся обтекатель, фары и приборная панель. Ось маятника задней подвески проходит через картер силового агрегата. Горизонтальный моноамортизатор смещен вбок — так конструкторы не только освободили место для заднего цилиндра двигателя, но и обеспечили легкий доступ к настройкам подвески.

## Электроника
1199 Panigale S имеет длинный список электронных помощников. Прежде всего это восьмипозиционный трэкшн-контроль DTC. Он ограничивает обороты двигателя, не позволяя заднему колесу сорваться в пробуксовку, за которой, чаще всего, следует потеря контроля над мотоциклом. Далее идет электронная система контроля торможения двигателем EBC — анализируя данные датчиков, она не дает полностью закрыть дроссельные заслонки при угрозе блокировки заднего колеса. Также есть квик-шифтер позволяющий переключаться вверх без сброса газа и выжима сцепления и, уже стандартная для класса, ABS. В качестве опции доступна система сбора данных DDA+, полезная на гоночном треке: она покажет время круга и другие необходимые для анализа заезда данные. Облегчают настройку мотоцикла подвески DES с электронными регулировками гидравлики. Они позволяют менять установки через приборную панель, избавляя от работы с инструментом.
Кроме этого, у мотоцикла есть переключатель режимов, который воздействует на все электронные системы мотоцикла сразу. Из трех режимов — Race, Sport и Wet — водитель выбирает желаемый нажатием кнопки на руле. В режиме Race — наиболее острый отклик на движение ручки газа, подвески «зажимаются», включаются гоночные настройки системы торможения двигателем, изменяется вид панели приборов. В режиме Sport реакция на движение ручки газа смягчается, подвески и система торможения двигателем переходят в более комфортный режим, увеличивается вмешательство системы трэкшн-контроля. В режиме Wet («Дождь») максимальная мощность двигателя снижена до 120 л. с., реакция на движение ручки газа — наиболее плавная, настройки подвески оптимизированы для плохого сцепления с дорогой, квик-шифтер отключен, трэкшн-контроль, система контроля торможения двигателем и ABS работают с максимальной степенью вмешательства. Впрочем, каждый из режимов можно сконфигурировать по собственному вкусу через приборную панель.